# Pedro de Guzman Magugat
Pedro de Guzman Magugat M.S.C. (1925 - 1990) là một Giám mục người Philippines của Giáo hội Công giáo Rôma. Ông nguyên là Giám mục chính tòa Giáo phận Urdaneta. Trước đó, ông còn là Giám mục Đại diện Quân đội Philippines và Giám mục Phụ tá Giáo phận Cabanatuan.

## Tiểu sử
Giám mục Pedro de Guzman Magugat sinh ngày 14 tháng 4 năm 1925 tại Santa Maria, Philippines. Ngày 8 tháng 1 năm 1949, chàng trai trẻ Magugat gia nhập vào dòng Missionaries of the Sacred Heart of Jesus [viết tắt là M.S.C.]. Cùng ngày này ba năm sau đó, ông khấn trọn vào dòng này. Sau quá trình tu học dài hạn, ngày 14 tháng 9 năm 1952, chủng sinh Magugat được phong chức Phó tế, bởi Giám mục Chủ sự là George John Rehring, Giám mục chính tòa Giáo phận Toledo (in America), bang Ohio, Hoa Kỳ. Nhanh chóng sau đó vào 8 tháng 12 cùng năm, Phó tế Magugat, 27 tuổi, tiến đến việc được truyền chức linh mục, cũng do Giám mục George John Rehring chủ sự.
Sau hơn 15 năm thực hiện các hoạt động mục vụ trên cương vị là một linh mục, ngày 23 tháng 4 năm 1972, tin tức từ Tòa Thánh loan báo về việc tuyển chọn linh mục Pedro de Guzman Magugat vào hàng ngũ các giám mục, cụ thể với chức vị Giám mục Phụ tá Giáo phận Cabanatuan và danh hiệu Giám mục Hiệu tòa Scilium. Lễ tấn phong cho vị giám mục tân cử được cử hành sau đó vào ngày 27 tháng 5 cùng năm, với phần nghi thức truyền chức do 3 giáo sĩ cấp cao cử hành. Chủ phong cho vị Tân chức là Đương kim Giáo hoàng, Thượng phụ Tây Phương, Giáo hoàng Gioan Phaolô II. Hai vị khác với vai trò phụ phong, gồm Tổng giám mục Duraisamy Simon Lourdusamy, Tổng Thư kí Thánh bộ Loan báo Phúc âm cho Các Dân tộc và Tổng giám mục Eduardo Martínez Somalo, Chánh Văn phòng Quốc vụ khanh Tòa Thánh. Tân giám mục chọn cho mình châm ngôn:Deo servire populo sufficere.
Sau hơn hai năm được tấn phong lm Giám mục phụ tá Cabanatuan, ngày 9 tháng 12 năm 1981, Tòa Thánh quyết định thuyên chuyển Giám mục Magugat vào vị trí Tổng Tuyên úy Quân đội Philippines.
Gần bốn năm sau đó, Tòa Thánh một lần nữa quyết định thuyên chuyển Giám mục Magugat, và quyết định chuyển giám mục này làm Giám mục chính tòa Giáo phận Urdaneta. Quyết định được công bố ngày 22 tháng 4 năm 1985. Giám mục Pedro de Guzman Magugat giữ chức vị này cho đến khi đột ngột qua đời ngày 5 tháng 5 năm 1990, thọ 65 tuổi.